# 熊ヶ嶽庄五郎
熊ヶ嶽 庄五郎（くまがたけ しょうごろう、1848年（嘉永元年） - 1899年2月21日）は明治時代の大相撲力士。本名：牟田庄五郎。
明治10年代の異色の横綱として知られる。

## 人物
筑後国生まれと伝わる。角界入り前と入門当初の経歴が不明で、大坂相撲の湊の弟子となり1869年（明治2年）3月に幕下二段目にいきなり見られる。『大坂相撲関取鏡』という書物に『初め熊ノ山今熊ヶ嶽』とあるが番付には見られない。同県人の山響光五郎や大錦大五郎も同じ場所に番付初見でそれ以前の土俵歴が不明であり、九州相撲や京都相撲に在籍後に大阪へ来たと考えられ、熊ノ山の四股名はその時代のものと推定される。
1871年（明治4年）7月に前頭となり10戦全勝で人気力士となる。1872年（明治5年）に小結、1873年（明治6年）に関脇と一気に昇進する。1874年（明治7年）9月の東京・京都との合併相撲で強豪の雷電と引き分け、1874年（明治7年）10月には大阪の本場所で雷電を倒し、大熱狂となる。これ以降東京の力士と互角に渡り合い注目された。しかし1875年（明治8年）に突然脱走してしまう。待遇や師匠湊の死去などが背景にあったと考えられる。人気力士の熊ヶ嶽の脱走に他の力士も続いてしまい、大坂相撲は分裂状態になった。その後高砂改正組に加入し看板力士として興行を回っていた。初め好評だったが高砂改正組も運営が厳しくなり、高砂が考案したのが熊ヶ嶽に横綱を張らせることだった。1877年（明治10年）2月東京府知事の楠本正隆宛てに届書を提出、以後短期間ながら横綱土俵入りを披露していたとみられ、土俵入りの錦絵が残る。反対もあったと考えられ、堂々と披露されてはいなかったようである。
その後は高砂改正組が東京相撲に復帰する1878年（明治11年）5月より前に高砂の元を離れ、巡業により生計を立てていたが、仲裁もあり1880年（明治13年）に大坂相撲に復帰した。三役格で復帰し、1882年（明治15年）には大関格、1883年（明治16年）には5勝4分1休の成績を残し、1885年（明治18年）10月限り数え38歳で引退した。その後1887年（明治20年）に東京の大関・大達に招かれ上京し、大達と巡業で各地を回っていた。1891年（明治24年）頃見切りをつけ神戸で料亭を経営し、1899年（明治32年）2月21日数え52歳で死去した。

## 参考資料
- 『大坂相撲入門　第21回　異色横綱熊ヶ嶽』　月刊相撲　ベースボールマガジン社　2000年9月号